# 1980년 하계 올림픽 앙골라 선수단
1980년 하계 올림픽 앙골라 선수단은 소비에트 연방 모스크바에서 개최된 1980년 하계 올림픽에 참가한 올림픽 앙골라 선수단이다.

## 육상

### 남자
트랙 / 도로 경기
| 선수              | 세부 종목 | 1차 예선 | 1차 예선 | 2차 예선  | 2차 예선  | 준결선    | 준결선    | 결선      | 결선      |
| 선수              | 세부 종목 | 기록     | 순위     | 기록      | 순위      | 기록      | 순위      | 기록      | 최종 순위 |
| 일리디오 코엘호   | 100m      | 11.42    | 7        | 진출 실패 | 진출 실패 | 진출 실패 | 진출 실패 | 진출 실패 | 진출 실패 |
| 루벤 이나시오     | 200m      | 22.52    | 6        | 진출 실패 | 진출 실패 | 진출 실패 | 진출 실패 | 진출 실패 | 진출 실패 |
| 베르나르도 마누엘 | 5000m     | 14:51.4  | 11       | 진출 실패 | 진출 실패 | 진출 실패 | 진출 실패 | 진출 실패 | 진출 실패 |
| 베르나르도 마누엘 | 10000m    | DNS      | DNS      | 진출 실패 | 진출 실패 | 진출 실패 | 진출 실패 | 진출 실패 | 진출 실패 |

필드 경기
| 선수 | 세부 종목 | 예선 | 예선 | 결선 | 결선      |
| 선수 | 세부 종목 | 기록 | 순위 | 기록 | 최종 순위 |

### 여자
트랙 / 도로 경기
| 선수 | 세부 종목 | 1차 예선 | 1차 예선 | 2차 예선 | 2차 예선 | 준결선 | 준결선 | 결선 | 결선      |
| 선수 | 세부 종목 | 기록     | 순위     | 기록     | 순위     | 기록   | 순위   | 기록 | 최종 순위 |

필드 경기
| 선수 | 세부 종목 | 예선 | 예선 | 결선 | 결선      |
| 선수 | 세부 종목 | 기록 | 순위 | 기록 | 최종 순위 |

## 복싱
남자
| 선수            | 세부종목 | 1라운드                             | 2라운드                         | 3라운드       | 8강           | 준결승        | 결승          | 결승      |
| 선수            | 세부종목 | 상대선수 결과                       | 상대선수 결과                   | 상대선수 결과 | 상대선수 결과 | 상대선수 결과 | 상대선수 결과 | 순위      |
| --------------- | -------- | ----------------------------------- | ------------------------------- | ------------- | ------------- | ------------- | ------------- | --------- |
| 조아오 알메이다 | 밴텀급   | BYE                                 | 라이몬드 길보디 (GBR) · L 0-5   | 진출 실패     | 진출 실패     | 진출 실패     | 진출 실패     | 진출 실패 |
| 아빌리오 카브랄 | 페더급   | BYE                                 | 피트즈로이 브로운 (GUY) · L 0-5 | 진출 실패     | 진출 실패     | 진출 실패     | 진출 실패     | 진출 실패 |
| 알베르토 코엘호 | 라이트급 | 갈산도르즈 바트빌레그 (MGL) · L 0-5 | 진출 실패                       | 진출 실패     | 진출 실패     | 진출 실패     | 진출 실패     | 진출 실패 |

## 참고 자료
- (영어) “Angola at the 1980 Moskva Summer Games”. SR/Olympic Sports. 2012년 1월 30일에 원본 문서에서 보존된 문서. 2011년 10월 7일에 확인함.
- 국제 올림픽 위원회, Moscow 80, Fizkulturai Sport Publishers, 1980년
- (영어) 올림픽 공식 보고서 보관됨 2012-02-04 - 웨이백 머신